# 50 øre
De 50 øre is de munt met de kleinste coupure van de Deense kroon. Sinds de verwijdering van de munt van 25 øre in 2008 is dit de enige Deense munt met een nominale waarde van minder dan één kroon.

## Ontwerp
Het ontwerp is vrijwel identiek aan de munt van 25 øre die in 1991 werd uitgegeven, met als enige verschil de nominale waarde van de munt en de grootte.

## Geschiedenis
De eerste munt met de waarde van een halve kroon was een munt van een halve kroon, uitgegeven in 1924, met een diameter van 20 mm en een dikte van 2 mm. Op de voorzijde stond het monogram van koning Christiaan X van Denemarken, en de kroon op de achterkant. Het was gemaakt van aluminiumbrons en deelde zijn ontwerp met de kroonmunt uit die tijd. De laatste keer dat het werd geslagen was in 1940 en het werd gedemonetiseerd op 31 december 1942.
De huidige munt van 50 øre werd op 3 juli 1989 in omloop gebracht na de demonetisering van de 5 øre en 10 øre. Op de voorzijde staat de kroon van koning Christiaan V van Denemarken. De munt is samengesteld uit een brons van 97% koper, 2,5% zink en 0,5% tin. Vanaf augustus 2024 was 50 øre 7,4 dollarcent waard.